# Paesaggi svedesi
Paesaggi svedesi (Scenes in Norseland) è un cortometraggio muto del 1914. Il nome del regista non viene riportato nei credit del film, un documentario girato in Svezia.

## Produzione
Il film fu prodotto dalla Vitagraph Company of America.

## Distribuzione
Distribuito dalla General Film Company, il film - un documentario di 75 metri - uscì nelle sale cinematografiche USA il 5 marzo 1914. Nelle proiezioni, veniva programmato con il sistema dello split reel, accorpato in un'unica bobina con un altro cortometraggio prodotto dalla Vitagraph, il drammatico Silent Trails.
In Italia, dove ottenne il visto d censura nº 3327, venne distribuito dalla Ferrari.